# Lonchodiodes eurycanthoides
Lonchodiodes eurycanthoides är en insektsart som beskrevs av Frank H.Hennemann och Oskar V.Conle 2007. Lonchodiodes eurycanthoides ingår i släktet Lonchodiodes och familjen Phasmatidae. Inga underarter finns listade i Catalogue of Life.